# Tricentra caecaria
Tricentra caecaria är en fjärilsart som beskrevs av Jacob Hübner 1825. Tricentra caecaria ingår i släktet Tricentra och familjen mätare. Inga underarter finns listade i Catalogue of Life.